# Трояндова вулиця (Київ, Московський район)
Троя́ндова ву́лиця — зникла вулиця, що існувала в Московському районі (нині — Голосіївському) міста Києва, місцевість Совки. Пролягала від Жулянської вулиці.

## Історія
Вулиця утворилася у 2-й половині 50-х років ХХ століття під назвою Нова, з 1958 року — Трояндова.
Ліквідована у зв'язку із переплануванням місцевості наприкінці 1970-х — в середині 1980-х років.